# Allen Whitty
Allen Whitty (* 5. Mai 1867 in Martley; † 22. Juli 1949 in Aldermaston) war ein britischer Sportschütze und Offizier.

## Erfolge
Allen Whitty nahm an den Olympischen Spielen 1924 in Paris in zwei Disziplinen auf den Laufenden Hirsch im Doppelschuss teil. In der Einzelkonkurrenz kam er mit 56 Punkten nicht über den 18. Platz hinaus, während er mit der Mannschaft Olympiasieger wurde. Whitty gelang mit der Mannschaft ein knapper Sieg vor Norwegen, dessen Mannschaft mit 262 Punkten einen Punkt weniger als die britische Mannschaft erzielt hatte. Neben Whitty, der mit 68 Punkten das zweitbeste Resultat der Briten erzielte, gehörten außerdem Cyril Mackworth-Praed, Philip Neame und Herbert Perry zur Mannschaft.
Whitty trat unter Verschleierung seines Alters bereits mit 13 Jahren dem Worcestershire Regiment bei und diente in diesem zunächst in Britisch-Indien. 1897 kehrte er nach Großbritannien im Range eines Regimental sergeant major zurück. Seine Auszeichnungen umfassen unter anderem den Distinguished Service Order, den er 1916 erhalten hatte. Im selben Jahr war er zum Quartiermeister seines Regiments ernannt worden. Bis zu seinem Ausscheiden aus dem aktiven Dienst stieg er bis zum Oberstleutnant auf.